# Ibragim Szowchałow
Ibragim Magomiedowicz Szowchałow (ros. Ибрагим Магомедович Шовхалов; ur. 1 listopada 1968) – radziecki i rosyjski zapaśnik walczący w stylu klasycznym. Srebrny medalista mistrzostw świata w 1993; piąty w 1994 i 1995. Wicemistrz Europy w 1992 i 1993. Pierwszy w Pucharze Świata w 1991 i drugi w 1992. Mistrz Rosji w 1994 i 1999; drugi w 1995 i 1997. Trzeci na mistrzostwach WNP w 1992 roku.